# Oxypoda tarda
Oxypoda tarda är en skalbaggsart som beskrevs av Sharp 1871. Oxypoda tarda ingår i släktet Oxypoda, och familjen kortvingar. Arten är reproducerande i Sverige.